# 金子舞優名
金子 舞優名（かねこ まゆな、1996年6月29日 - ）は、日本の元女優。元スターダストプロモーション所属。

## 略歴・人物
- クラシックバレエを幼いころから特技としてきた。同じく特技の阿波踊りも出演した「ウェルかめ」で披露した。

## 出演

### テレビドラマ
- 夢縁坂骨董店（2005年、朝日放送）
- モンスターペアレント 第9話（2008年、朝日放送） - 相澤樹里亜 役
- 連続テレビ小説 ウェルかめ（2009年9月 - 10月、NHK） - 中川果歩（幼少） 役

### 映画
- 虹色ほたる 〜永遠の夏休み〜（2012年） - 女の子 役（声優）

### CM
- ひらかたパーク
- NTT西日本
- マルイチ
- サカイ引越センター（2006年）
- オムロン（2007年 - 2008年）
- パークスクウェアー（2007年）
- ハウス食品（2008年）

### DVD
- 影の交渉人 ナニワ人情列伝（2009年） - 事務次官秘書の娘 役